# 1. Fußball- und Sportverein Mainz 05 2002-2003
Questa voce raccoglie le informazioni riguardanti il 1. Fußball- und Sportverein Mainz 05 nelle competizioni ufficiali della stagione 2002-2003.

## Stagione
Nella stagione 2002-2003 il Magonza, allenato da Jürgen Klopp, concluse il campionato di 2. Bundesliga al 4º posto. In Coppa di Germania il Magonza fu eliminato al primo turno dall'Unterhaching.

## Rosa
| N. |                        | Ruolo | Calciatore       |
| -- | ---------------------- | ----- | ---------------- |
| 1  | Germania (bandiera)    | P     | Dimo Wache       |
| 2  | Stati Uniti (bandiera) | C     | Grover Gibson    |
| 4  | Germania (bandiera)    | C     | Sandro Schwarz   |
| 5  | Germania (bandiera)    | D     | Peter Neustädter |
| 6  | Svizzera (bandiera)    | D     | Sven Christ      |
| 7  | Germania (bandiera)    | A     | Benjamin Auer    |
| 8  | Germania (bandiera)    | C     | Andreas Buck     |
| 9  | Germania (bandiera)    | C     | Dennis Weiland   |
| 11 | Germania (bandiera)    | C     | Christian Hock   |
| 13 | Ghana (bandiera)       | A     | Nana Bediako     |
| 14 | Germania (bandiera)    | C     | Jürgen Kramny    |
| 15 | Stati Uniti (bandiera) | D     | Mike Duhaney     |
| 16 | Slovenia (bandiera)    | D     | Spasoje Bulajič  |
| 17 | Germania (bandiera)    | D     | Marco Rose       |
| 18 | Germania (bandiera)    | D     | Robert Nikolic   |

| N. |                                | Ruolo | Calciatore       |
| -- | ------------------------------ | ----- | ---------------- |
| 19 | Germania (bandiera)            | C     | Christof Babatz  |
| 20 | Ucraina (bandiera)             | A     | Andrij Voronin   |
| 21 | Lituania (bandiera)            | A     | Igoris Morinas   |
| 22 | Germania (bandiera)            | A     | Niclas Weiland   |
| 23 | Germania (bandiera)            | P     | Sven Hoffmeister |
| 24 | Germania (bandiera)            | D     | Dennis Probst    |
| 25 | Serbia e Montenegro (bandiera) | A     | Ermin Melunovic  |
| 26 | Ungheria (bandiera)            | D     | Tamás Bódog      |
| 27 | Germania (bandiera)            | A     | Michael Thurk    |
| 28 | Germania (bandiera)            | D     | Mathias Abel     |
| 29 | Germania (bandiera)            | P     | Christian Wetklo |
| 30 | Ghana (bandiera)               | D     | Mohammed Muftawu |
| 32 | Germania (bandiera)            | C     | Stefan Kühne     |
| 33 | Germania (bandiera)            | C     | Mimoun Azaouagh  |
| 36 | Norvegia (bandiera)            | A     | Arild Stavrum    |

## Organigramma societario
Area tecnica
- Allenatore: Jürgen Klopp
- Allenatore in seconda: Željko Buvač
- Preparatore dei portieri: Stephan Kuhnert
- Preparatori atletici: Axel Busenkell

## Calciomercato

### Sessione estiva
| Acquisti | Acquisti        | Acquisti             | Acquisti |
| R.       | Nome            | da                   | Modalità |
| -------- | --------------- | -------------------- | -------- |
| A        | Benjamin Auer   | Borussia M'gladbach  |          |
| D        | Mathias Abel    | Borussia Dortmund II |          |
| C        | Andreas Buck    | Derby County         |          |
| D        | Spasoje Bulajič | Colonia              |          |
| D        | Mike Duhaney    | Columbus Crew        |          |
| C        | Grover Gibson   | Elversberg           |          |
| A        | Ermin Melunovic | Schweinfurt 05       |          |
| A        | Igoris Morinas  | Hannover 96          |          |
| D        | Marco Rose      | Hannover 96          |          |
| A        | Arild Stavrum   | Beşiktaş             |          |

| Cessioni | Cessioni             | Cessioni         | Cessioni |
| R.       | Nome                 | da               | Modalità |
| -------- | -------------------- | ---------------- | -------- |
| A        | Abdelaziz Ahanfouf   | Dinamo Dresda    |          |
| D        | Manuel Friedrich     | Werder Brema     |          |
| C        | Torsten Lieberknecht | Saarbrücken      |          |
| A        | Blaise N'Kufo        | Hannover 96      |          |
| D        | Markus Schuler       | Hannover 96      |          |
| C        | Thomas Ziemer        | Austria Lustenau |          |

### Sessione invernale
| Acquisti | Acquisti | Acquisti | Acquisti |
| R.       | Nome     | da       | Modalità |
| -------- | -------- | -------- | -------- |

| Cessioni | Cessioni | Cessioni | Cessioni |
| R.       | Nome     | da       | Modalità |
| -------- | -------- | -------- | -------- |

## Risultati

### 2. Bundesliga

#### Girone di andata
| Arbitro: | Strampe |

|  |           |                         |
|  | Marcatori | 36’ (rig.), 74’ Voronin |

| Arbitro: | Schmidt |

|                  |           |  |
| Voronin 52’, 80’ | Marcatori |  |

| Arbitro: | Lange |

|                 |           |  |
| Rietpietsch 74’ | Marcatori |  |

| Arbitro: | Brych |

|             |           |                                       |
| Voronin 54’ | Marcatori | 13’, 20’ (rig.) Frommer 81’ Ogungbure |

| Arbitro: | Stachowiak |

|                        |           |  |
| Bulajič 34’ Babatz 86’ | Marcatori |  |

| Arbitro: | Scheppe |

|                  |           |                                             |
| Stanislawski 58’ | Marcatori | 62’, 72’ Thurk 63’ (aut.) Adamu 74’ Voronin |

| Magonza 30 settembre 2002, ore 20:15 CEST 7ª giornata | Magonza  | 0 – 0 referto | Friburgo | Stadion am Bruchweg (16 012 spett.)\| Arbitro: \| Albrecht \| |
| Arbitro:                                              | Albrecht |               |          |                                                               |

| Arbitro: | Weber |

|                        |           |  |
| Birk 58’ Burkhardt 90’ | Marcatori |  |

| Arbitro: | Kircher |

|                  |           |                     |
| Voronin 19’, 24’ | Marcatori | 33’ Happe 63’ Voigt |

| Arbitro: | Voss |

|  |           |                               |
|  | Marcatori | 28’ (rig.) Voronin 68’ Babatz |

| Arbitro: | Anklam |

|                                |           |                     |
| Voronin 52’ Haffner 61’ (aut.) | Marcatori | 70’ Saenko 82’ Graf |

| Arbitro: | Gräfe |

|           |           |  |
| Drsek 40’ | Marcatori |  |

| Arbitro: | Perl |

|                               |           |                     |
| Voronin 21’ Abel 56’ Buck 89’ | Marcatori | 34’ (rig.) Pflipsen |

| Arbitro: | Jansen |

|           |           |  |
| Schur 18’ | Marcatori |  |

| Arbitro: | Weiner |

|          |           |  |
| Auer 83’ | Marcatori |  |

| Arbitro: | Kammerer |

|            |           |                                    |
| Kullig 30’ | Marcatori | 52’ Voronin 78’ Thurk 80’ Azaouagh |

| Arbitro: | Albrecht |

|                                 |           |              |
| Buck 30’ Voronin 59’ Babatz 61’ | Marcatori | 90’ Teixeira |

#### Girone di ritorno
| Arbitro: | Margenberg |

|             |           |  |
| Voronin 45’ | Marcatori |  |

| Arbitro: | Strampe |

|                     |           |             |
| Braham 7’ Labak 29’ | Marcatori | 17’ Voronin |

| Arbitro: | Anklam |

|           |           |                                                  |
| Mamoum 2’ | Marcatori | 10’ Thurk 65’ Azaouagh 70’, 77’ Weiland 90’ Auer |

| Arbitro: | Scheppe |

|                      |           |            |
| Auer 48’ Voronin 74’ | Marcatori | 76’ Cartus |

| Arbitro: | Kinhöfer |

|             |           |                      |
| Novacic 86’ | Marcatori | 68’ Morinas 78’ Auer |

| Arbitro: | Schalk |

|          |           |          |
| Rose 66’ | Marcatori | 49’ Held |

| Arbitro: | Kemmling |

|                         |           |  |
| K'obiashvili 86’ (rig.) | Marcatori |  |

| Arbitro: | Kammerer |

|                    |           |                             |
| Voronin 22’ (rig.) | Marcatori | 26’ Rösler 74’, 80’ Caillas |

| Arbitro: | Stark |

|           |           |                                       |
| Voigt 26’ | Marcatori | 9’, 24’ Thurk 11’ Weiland 70’ Voronin |

| Arbitro: | Weiner |

|                        |           |  |
| Azaouagh 40’ Thurk 73’ | Marcatori |  |

| Karlsruhe 11 aprile 2003, ore 19:00 CEST 28ª giornata | Karlsruhe | 0 – 0 referto | Magonza | Wildparkstadion (10 500 spett.)\| Arbitro: \| Krug \| |
| Arbitro:                                              | Krug      |               |         |                                                       |

| Arbitro: | Weber |

|                                 |           |            |
| Voronin 7’ Kramny 23’ Thurk 27’ | Marcatori | 24’ Keidel |

| Arbitro: | Rafati |

|                                      |           |  |
| Krontiris 31’ Grlić 52’ Ivanović 74’ | Marcatori |  |

| Arbitro: | Wack |

|                                        |           |                       |
| Babatz 37’ Beierle 67’ (aut.) Auer 89’ | Marcatori | 30’ Beierle 74’ Schur |

| Arbitro: | Perl |

|                                          |           |                                |
| Rath 6’ Anić 11’ Zepek 90’ Chiquinho 90’ | Marcatori | 33’ Weiland 49’ Bódog 53’ Auer |

| Arbitro: | Fröhlich |

|                                                       |           |               |
| Voronin 34’ (rig.) Babatz 45’ Bódog 51’, 66’ Rose 90’ | Marcatori | 27’ Weißhaupt |

| Arbitro: | Koop |

|           |           |                        |
| Thiam 80’ | Marcatori | 9’, 19’, 47’, 61’ Auer |

### Coppa di Germania
| Arbitro: | Marks |

|                                |                      |                                |
| Zimmermann 43’                 | Marcatori            | 86’ Babatz                     |
| Copado Lust Straube Zimmermann | Tiri di rigore 4 – 2 | Voronin Babatz Weiland Schwarz |

## Statistiche

### Statistiche di squadra
| Competizione      | Punti | In casa | In casa | In casa | In casa | In casa | In casa | In trasferta | In trasferta | In trasferta | In trasferta | In trasferta | In trasferta | Totale | Totale | Totale | Totale | Totale | Totale | DR  |
| Competizione      | Punti | G       | V       | N       | P       | Gf      | Gs      | G            | V            | N            | P            | Gf           | Gs           | G      | V      | N      | P      | Gf     | Gs     | DR  |
| ----------------- | ----- | ------- | ------- | ------- | ------- | ------- | ------- | ------------ | ------------ | ------------ | ------------ | ------------ | ------------ | ------ | ------ | ------ | ------ | ------ | ------ | --- |
| 2. Bundesliga     | 62    | 17      | 11      | 4       | 2       | 34      | 18      | 17           | 8            | 1            | 8            | 30           | 21           | 34     | 19     | 5      | 10     | 64     | 39     | +25 |
| Coppa di Germania | -     | 0       | 0       | 0       | 0       | 0       | 0       | 1            | 0            | 1            | 0            | 1            | 1            | 1      | 0      | 1      | 0      | 1      | 1      | 0   |
| Totale            | 62    | 17      | 11      | 4       | 2       | 34      | 18      | 18           | 8            | 2            | 8            | 31           | 22           | 35     | 19     | 6      | 10     | 65     | 40     | +25 |

### Andamento in campionato
| Giornata  | 1 | 2 | 3 | 4 | 5 | 6 | 7 | 8 | 9 | 10 | 11 | 12 | 13 | 14 | 15 | 16 | 17 | 18 | 19 | 20 | 21 | 22 | 23 | 24 | 25 | 26 | 27 | 28 | 29 | 30 | 31 | 32 | 33 | 34 |
| --------- | - | - | - | - | - | - | - | - | - | -- | -- | -- | -- | -- | -- | -- | -- | -- | -- | -- | -- | -- | -- | -- | -- | -- | -- | -- | -- | -- | -- | -- | -- | -- |
| Luogo     | T | C | T | C | C | T | C | T | C | T  | C  | T  | C  | T  | C  | T  | C  | C  | T  | T  | C  | T  | C  | T  | C  | T  | C  | T  | C  | T  | C  | T  | C  | T  |
| Risultato | V | V | P | P | V | V | N | P | N | V  | N  | P  | V  | P  | V  | V  | V  | V  | P  | V  | V  | V  | N  | P  | P  | V  | V  | N  | V  | P  | V  | P  | V  | V  |
| Posizione | 3 | 3 | 3 | 4 | 7 | 4 | 5 | 7 | 7 | 6  | 7  | 9  | 6  | 9  | 5  | 4  | 4  | 4  | 4  | 4  | 2  | 2  | 2  | 4  | 4  | 4  | 3  | 4  | 3  | 4  | 3  | 5  | 4  | 4  |

Legenda:

Luogo: C = Casa; T = Trasferta. Risultato: V = Vittoria; N = Pareggio; P = Sconfitta.

### Statistiche dei giocatori
| Giocatore      | 2. Bundesliga | 2. Bundesliga | 2. Bundesliga | 2. Bundesliga | Coppa di Germania | Coppa di Germania | Coppa di Germania | Coppa di Germania | Totale   | Totale | Totale      | Totale     |
| Giocatore      | Presenze      | Reti          | Ammonizioni   | Espulsioni    | Presenze          | Reti              | Ammonizioni       | Espulsioni        | Presenze | Reti   | Ammonizioni | Espulsioni |
| -------------- | ------------- | ------------- | ------------- | ------------- | ----------------- | ----------------- | ----------------- | ----------------- | -------- | ------ | ----------- | ---------- |
| M. Abel        | 23            | 1             | 4             | 0             | 1                 | 0                 | 1                 | 0                 | 24       | 1      | 5           | 0          |
| B. Auer        | 26            | 10            | 1             | 0             | 0                 | 0                 | 0                 | 0                 | 26       | 10     | 1           | 0          |
| M. Azaouagh    | 24            | 3             | 4             | 0             | 0                 | 0                 | 0                 | 0                 | 24       | 3      | 4           | 0          |
| C. Babatz      | 31            | 5             | 7             | 0             | 1                 | 1                 | 0                 | 0                 | 32       | 6      | 7           | 0          |
| N. Bediako     | 0             | 0             | 0             | 0             | 0                 | 0                 | 0                 | 0                 | 0        | 0      | 0           | 0          |
| A. Buck        | 11            | 2             | 2             | 0             | 0                 | 0                 | 0                 | 0                 | 11       | 2      | 2           | 0          |
| S. Bulajič     | 21            | 1             | 1             | 0             | 1                 | 0                 | 0                 | 0                 | 22       | 1      | 1           | 0          |
| T. Bódog       | 11            | 3             | 5             | 0             | 0                 | 0                 | 0                 | 0                 | 11       | 3      | 5           | 0          |
| S. Christ      | 19            | 0             | 2             | 0             | 0                 | 0                 | 0                 | 0                 | 19       | 0      | 2           | 0          |
| M. Duhaney     | 3             | 0             | 0             | 0             | 0                 | 0                 | 0                 | 0                 | 3        | 0      | 0           | 0          |
| G. Gibson      | 4             | 0             | 1             | 0             | 0                 | 0                 | 0                 | 0                 | 4        | 0      | 1           | 0          |
| C. Hock        | 13            | 0             | 2             | 0             | 1                 | 0                 | 0                 | 0                 | 14       | 0      | 2           | 0          |
| S. Hoffmeister | 0             | 0             | 0             | 0             | 0                 | 0                 | 0                 | 0                 | 0        | 0      | 0           | 0          |
| J. Kramny      | 28            | 1             | 2             | 0             | 1                 | 0                 | 0                 | 0                 | 29       | 1      | 2           | 0          |
| S. Kühne       | 1             | 0             | 0             | 0             | 0                 | 0                 | 0                 | 0                 | 1        | 0      | 0           | 0          |
| E. Melunovic   | 9             | 0             | 0             | 0             | 1                 | 0                 | 0                 | 0                 | 10       | 0      | 0           | 0          |
| I. Morinas     | 15            | 1             | 1             | 0             | 1                 | 0                 | 0                 | 0                 | 16       | 1      | 1           | 0          |
| M. Muftawu     | 6             | 0             | 0             | 0             | 0                 | 0                 | 0                 | 0                 | 6        | 0      | 0           | 0          |
| P. Neustädter  | 10            | 0             | 0             | 0             | 1                 | 0                 | 1                 | 0                 | 11       | 0      | 1           | 0          |
| R. Nikolic     | 20            | 0             | 4             | 0             | 0                 | 0                 | 0                 | 0                 | 20       | 0      | 4           | 0          |
| D. Probst      | 0             | 0             | 0             | 0             | 0                 | 0                 | 0                 | 0                 | 0        | 0      | 0           | 0          |
| M. Rose        | 32            | 2             | 4             | 0             | 1                 | 0                 | 0                 | 0                 | 33       | 2      | 4           | 0          |
| S. Schwarz     | 24            | 0             | 0             | 1             | 1                 | 0                 | 1                 | 0                 | 25       | 0      | 1           | 1          |
| A. Stavrum     | 0             | 0             | 0             | 0             | 0                 | 0                 | 0                 | 0                 | 0        | 0      | 0           | 0          |
| M. Thurk       | 31            | 8             | 6             | 0             | 1                 | 0                 | 0                 | 0                 | 32       | 8      | 6           | 0          |
| A. Voronin     | 31            | 20            | 9             | 0             | 1                 | 0                 | 0                 | 0                 | 32       | 20     | 9           | 0          |
| D. Wache       | 34            | 0             | 2             | 0             | 0                 | 0                 | 0                 | 0                 | 34       | 0      | 2           | 0          |
| D. Weiland     | 31            | 0             | 11            | 0             | 1                 | 0                 | 0                 | 0                 | 32       | 0      | 11          | 0          |
| N. Weiland     | 12            | 4             | 5             | 1             | 0                 | 0                 | 0                 | 0                 | 12       | 4      | 5           | 1          |
| C. Wetklo      | 0             | 0             | 0             | 0             | 1                 | 0                 | 0                 | 0                 | 1        | 0      | 0           | 0          |